# Anna Więzik
Anna Więzik (ur. 4 sierpnia 1930 w Cieszynie, zm. 2 czerwca 2011 tamże) – polska poetka, długoletni pracownik PCK, organizatorka Towarzystwa Przyjaźni Polsko-Indyjskiej, członek Klubu Literackiego „Nadolzie„.
Tematyka poezji Anny Więzik jest niezwykle szeroka. Autorka sercem i piórem reaguje na wszelkie objawy życia narodowego, duchowego i społecznego. Dlatego jej wyznanie: „Kocham ludzi, uważam ich za moją rodzinę...” jest stwierdzeniem szczerze prawdziwym.

## Życiorys
Jej rodzicami byli Zuzanna Wałach (z domu Wigłasz)i Rudolf Wałach. Ukończyła Liceum Ogólnokształcące im. Kopernika w Cieszynie i szkolenie dla instruktorów PCK w Warszawie. Połowę życia poświęciła pracy Polskim Czerwonym Krzyżu w Zarządzie Powiatowym w Cieszynie. W tym okresie współpracowała z miesięcznikiem Zdrowie i Głosem Ziemi Cieszyńskiej. Były to artykuły o tematyce czerwonokrzyskiej.
Była też organizatorką Koła Towarzystwa Przyjaźni Polsko-Indyjskiej, któremu wiele lat przewodniczyła.
Twórczość literacką rozpoczęła późno, po podróży do Indii zadebiutowała (w 1979 r.) wierszem – w zaolziańskiej Gazetce pioniera – „Aforyzm w indyjskim autokarze”. Później jej wiersze, artykuły i dłuższe cykliczne prace ukazywały się w Głosie Ziemi Cieszyńskiej, Zwiastunie, Kresach Literackich, Słowie i Myśli, Echu Chełmka, Pochodni oraz w kalendarzach: cieszyńskim i ewangelickim.
Do ważnych prac prozatorskich Anny Więzik należą: „Zapomniany patriota” (jest to biografia dyrektora Szkoły Wydziałowej w Cieszynie – Jana Wałaskiegp) oraz „Z kart historii” (opisująca powstanie i działalność cieszyńskiego Oddziału PCK).
Do roku 2000 brała udział w licznych konkursach zdobywając w sumie 28 nagród i wyróżnień, w tym trzech ogólnopolskich (PAX-u, Kieleckiej Rozgłośni Polskiego Radia i Instytutu Socjologii Uniwersytetu im. A. Mickiewicza w Poznaniu) oraz pięciu regionalnych (w tym trzech pierwszych). Wydała zbiory wierszy: Samotna chwila herbaty (Macierz Ziemi Cieszyńskiej w 1990 roku), Przebłyski (Zprz Wojew. ZNP, Bielsko-Biała 1992), Ziarna na drodze (Dom Narodowy, 1995). Od 1982 roku była członkinią Klubu Literackiego Nadolzie przy MZC w Cieszynie.
Po ciężkiej chorobie, zmarła nad ranem 2 czerwca 2011 roku w Cieszynie.

## Publikacje

### Zbiory poezji
- Samotna chwila herbaty (Macierz Ziemi Cieszyńskiej, 1990)
- Przebłyski (Zprz Wojew. ZNP, Bielsko-Biała, 1992)
- Ziarna na drodze (Dom Narodowy, 1995)
- Po sprawdzonych  (Offsetdruk i Media, Cieszyn, 2001)
- Impresje z podróży po Indiach (Offsetdruk i Media, Cieszyn, 2001)